# 纳米比亚护照

各國對持有護照的納米比亞公民之簽證要求
納米比亞
免簽證國
落地簽證國
電子簽證國
可在抵達時辦理
需要簽證

納米比亞護照，是該國內政和移民部向納米比亞公民所簽發的國際旅行證件。
納米比亞護照為綠色，封面印有國徽。國徽上方印有“納米比亞共和國”，下方刻有“護照”字樣。晶片標誌也出現在「PASSPORT」上方。護照上的所有資訊均以英文列印，照片頁則翻譯成法文。

## 護照指數排行
根据2025年1月8日发布的亨利护照指数，纳米比亚护照可免签证、落地签证或电子签证入境81个国家和地区，位居世界第62，与白俄罗斯护照并列。

## 相關圖片

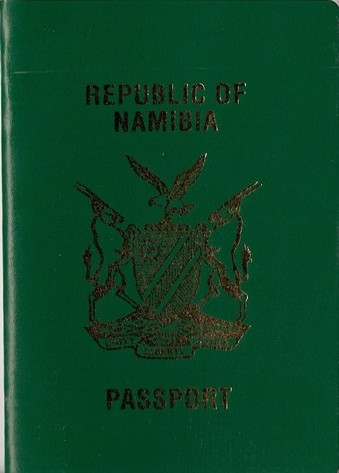
納米比亞非晶片式護照 （1990–2017）